# Christy Williams
Christy Williams (* in Long Beach, Kalifornien) ist eine US-amerikanische Schauspielerin.

## Leben
Christy Williams wuchs als Tochter einer siebenköpfigen Familie in Long Beach, Kalifornien, auf. Sie studierte Drehbuchschreiben an der University of California, Los Angeles. Sie studierte außerdem auch einige Semester Kunst in Florenz, Italien.
Christy Williams begann mit 20 zu schauspielern. Zunächst begann sie Werbespots zu drehen und an Kurzfilmen mitzuwirken. Ihr Filmdebüt hatte sie in einer winzigen Szene der Komödie Big Fat Important Movie. 2015 gelang ihr der Durchbruch mit einer wiederkehrenden Rolle in der dritten Staffel der Fernsehserie Ray Donovan.
Christy Williams lebt derzeit in Los Angeles. Neben ihrer Filmkarriere schreibt sie Kurzgeschichten.

## Filmografie (Auswahl)
- 2008: Big Fat Important Movie (An American Carol)
- 2011: Come Back to Me (Kurzfilm)
- 2011: My Barista (Kurzfilm)
- 2013: Baby-Talk (Kurzfilm)
- 2014: The Fox and the Crow (Kurzfilm)
- 2015: 30 Dates on Craigslist
- 2015: Ray Donovan (Fernsehserie, 9 Episoden)